# Friedrich August Georg Bitter
Pour les articles homonymes, voir Bitter.
Friedrich August Georg Bitter, né le 13 août 1873 à Brême, mort le 30 juin 1927 également à Brême, est un mycologue, lichénologue et botaniste allemand. Il contribua notamment à la taxinomie du genre Solanum.

## Œuvres
- Die Gattung Acaena, 1910–1911 ;
- Solana africana, 1910–1911 ;
- Flora von Bremen und Oldenburg, 1927.